# Lost and Found (película de 1996)
Lost and Found (天涯海角 - Tiān Yá Hǎi Jiǎo, literalmente "los fines del mundo") es una película de Hong Kong de 1996 escrita y dirigida por Lee Chi-Ngai . Está protagonizada por Kelly Chan, Takeshi Kaneshiro y Michael Wong .

## Sinopsis
Lam (Kelly Chan), la hija de un magnate naviero, conoce un día en la calle al afectuoso Sr. Worm (Takeshi Kaneshiro). El Sr. Worm, un mongol, dirige una empresa de objetos perdidos y Lam solicita su ayuda para localizar a un amigo desaparecido, Ted (Michael Wong), al cual acude en búsqueda de la esperanza luego de un diagnóstico desgarrador y una relación familiar y laboral compleja, Ted es un marinero escocés y antiguo colega que desapareció misteriosamente hace meses
Lam y Ted formaron una amistad íntima después de trabajar juntos y Lam se encuentra pensando en él después de su desaparición. Por pura suerte, aunque sin negar la habilidad intuitiva del sujeto, el Sr. Word rastrea el paradero de Ted. Este último regresa a su hogar en Escocia para administrar un motel para su abuelo recientemente fallecido.
Mientras se somete a un tratamiento para la leucemia, aunque resignada a la muerte pronta. Lam ayuda al Sr. Worm a resolver casos casi imposibles en su empresa de objetos perdidos. Mientras entabla una relación de amistad con los demás colegas en “Encontrados y perdidos”. Los dos desarrollan un estrecho vínculo. A medida que su condición se deteriora, Lam decide hacer una visita a San Kilda, Escocia, para resolver asuntos pendientes con Ted. En Escocia, su relación con Ted casi se reaviva. Pero al final del día, extraña más al Sr. Worm que a Ted. Lam termina siendo el objeto perdido que encontrará el señor Worm, por todos los medios posibles.  

## Elenco

### Reparto principal
- Takeshi Kaneshiro - Sr. Worm
- Kelly Chen - Chai Lam
- Michael Wong como Ted

### Elenco de apoyo
- Cheung Tat-ming - Ming
- Henry Fong - Chai Ming
- Josie Ho - Yee
- Joe Ma - el padre de Ting
- Steven Ma - Chai Hong
- Alan Mak - Keung
- Joyce Tang - Mayo
- Hilary Tsui

### Cameos
- Jordan Chan - Chu
- Moisés Chan - Lone
- teddy chan - teddy
- María Cordero - Mamá de Jane[1]